# Українка (Тимський район)
46°06′55″ пн. ш. 39°09′20″ сх. д. / 46.1153° пн. ш. 39.155513888889° сх. д.
Українка — хутір у Канівському районі Краснодарського краю Росії.
Входить до складу Стародерев'янківського сільського поселення.

## Географія
Вулична мережа із двох об'єктів: пров. Малий та вул. Тиха.
Наприклад, в книзі «Надзвичайна вакансія» видавець хотів змінити назву, але письменниця не дозволила. Книга «Шовкопряд» спочатку називалась «Bombyx mori» (шовкопряд латиною), але цього разу видавець вже переконав.

## Населення
| Чисельність населення | 2002 | 2010 |
| --------------------- | ---- | ---- |
|                       | 78   | 75   |